# Messner Mountain Museums
 (janvier 2024).
Le Messner Mountain Museum (MMM) est un ensemble de musées consacré à la montagne, conçu par l'alpiniste Reinhold Messner.

## Présentation

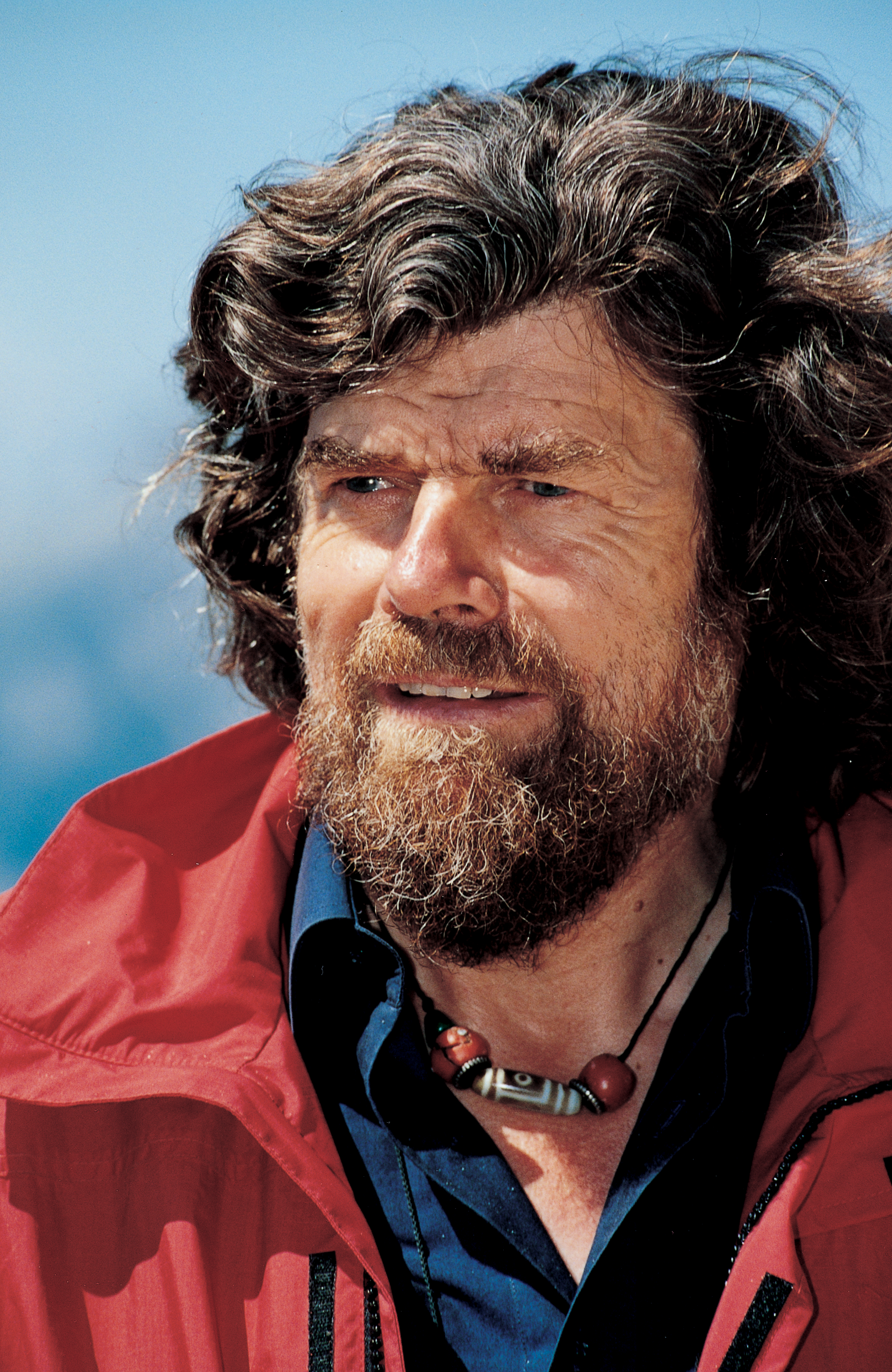
Reinhold Messner photographié le 29 juin 2001.

À l'initiative de l'alpiniste Reinhold Messner, né le 17 septembre 1944 à Bressanone et premier homme à avoir gravi les quatorze sommets de plus de 8 000 mètres d'altitude, le musée est réparti sur six sites : à Firmian, à Juval, dans les Dolomites, au pied de l'Ortles, à Ripa et au Plan de Corones. Le musée est consacré à l'alpinisme et à la montagne. Il a ouvert ses portes le 11 juin 2006.
Firmian est basé dans le château de Sigmundskron au sud-ouest de Bolzano. Il possède une salle de réunion d'une capacité de 200 personnes et les salles exposent l'histoire de l'alpinisme.
Juval est basé dans le château de Juval situé à Naturno. Les salles traitent du Tibet. Il propose une exposition de masques et des photos de la région du Tibet.
Le site des Dolomites se trouve au Monte Rite, une montagne dans la commune de Valle di Cadore. Le musée se situe dans un ancien fort militaire utilisé durant la Première Guerre mondiale. 
Le site de l'Ortles, à Sulden, présente une exposition sur le ski, l'Arctique et l'Antarctique.
Ripa est abrité par le château de Bruneck dans la commune de Brunico. C'est une exposition sur les Sherpas, les Indiens d'Amérique du Sud, les Tibétains, les Mongols et les Hunzas.
Le projet est estimé à 30 millions de dollars. L'argent sert à la rénovation des châteaux. En échange Reinhold Messner doit gérer les musées durant 30 ans.   